# Bertran de Born
Bertran de Born (čtyřicátá léta 12. století – kolem roku 1215) byl francouzský rytíř a jeden z největších okcitánských trubadúrů 12. století.

## Život
Bertrand de Born trávil své dětství pravděpodobně na hradě Hautefort, který zdědil společně se svým bratrem v tzv. nedílu, pro neshody bratra z rodného hradu vyhnal.
| „ | Ať nemám nic než nedělený hrad, ať musím v jedné věži vysedat se čtyřmi dědici a jíst jen hrách, ať nemám stráže u svých bran i vrat, ať nemám pro své střelce zbroj i šat – nechci-li zůstat u vás ve službách... | “ |

Bertrand pravděpodobně byl návštěvníkem Eleonory Akvitánské v Poitou, kastilského dvora Alfonse VIII. či toulouského hraběte Raimonda. Zúčastnil se povstání Jindřicha Mladíka proti "starému" králi Jindřichovi a byl po jeho boku až do samého konce.

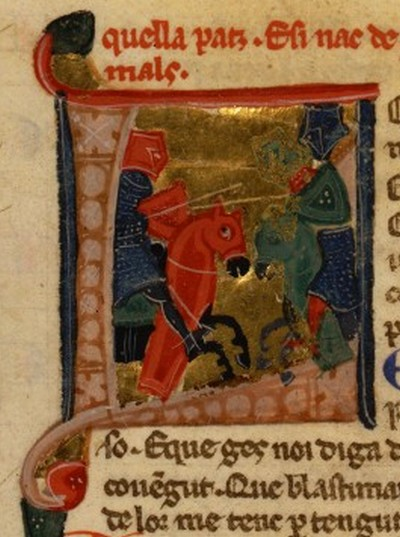
Bertran de Born v boji (středověká iluminace)

| „ | Ustavičně bojuji a biji se, sekám kol sebe a bráním se, jsem věčně ve při... | “ |

 Po Jindřichově smrti roku 1183 se zchudlý Bertrand dal na dráhu zemského škůdce a lapky. Král Jindřich II. se vojenského tažení nezúčastnil, předal velení svému mladšímu synovi Richardovi Lví srdce. Richard dobyl Bernardův hrad Hautefort poté jej srovnal se zemí. Trubadúra nechal předvést před krále Jindřicha a ten mu nakonec pro synovu náklonnost odpustil, vrátil mu zabavené statky a ještě přidal nějaké to stříbro navrch. Bertrand pak vstoupil do služeb Richarda Lví srdce, kde se však dlouho neohřál a pokračoval dál do služeb saské vévodkyně Matyldy na normandský dvůr Jindřicha Lva. Tam se mu příliš nelíbilo, složil sice obdivné písně na vévodkyni Matyldu, ale postrádal půvab jižanského způsobu života a po čase byl možná ze dvora i vykázán. Vrátil se opět k Richardovi a pokračoval v psaní štvavých veršíků. Křížové výpravy se však nezúčastnil a zemřel mnoho let po Richardovi v cisterciáckém klášteře Dalon v jižní Francii.

## Dílo
Složil osm milostných písní o netělesné lásce k dámě a především byl mistrem satirických písní, které si braly na mušku aktuální události své doby. Dante Alighieri o něm napsal, že zpíval o válkách.
Neměl rád kupce a lichváře, své nenávisti dal nejednou průchod ve svých skladbách.
| „ | Vídám rád, když do kebulí tříská chámy bič jak muly... | “ |
| — |                                                        |   |

Bertrandovo dílo se skládá z 67 prací, 36 sborů, které přidal do rukopisů a 11 dalších jemu připisovaných skladeb a několik melodií se zachovalo do současnosti.